# Prstnatec plamatý
Prstnatec plamatý (Dactylorhiza maculata) je rostlina z čeledi vstavačovitých. V ČR patří mezi kriticky ohrožené druhy.

## Popis
Prstnatec plamatý je vytrvalá bylina se vzpřímenou lodyhou vysokou 30–60 cm. Na lodyze je 6–10 listů, často jsou na nich hnědé až červenohnědé skvrny, které někdy ale chybí. Květenstvím je klas, na začátku je kuželovité a postupně přechází do válcovitého tvaru, dosahuje délky až 12 centimetrů. Květy jsou fialové nebo růžové, vzácněji bílé. Na pysku je symetrický nachový vzor skládající se z drobných teček a čárek. Kvete v červnu a červenci. Plodem je tobolka.

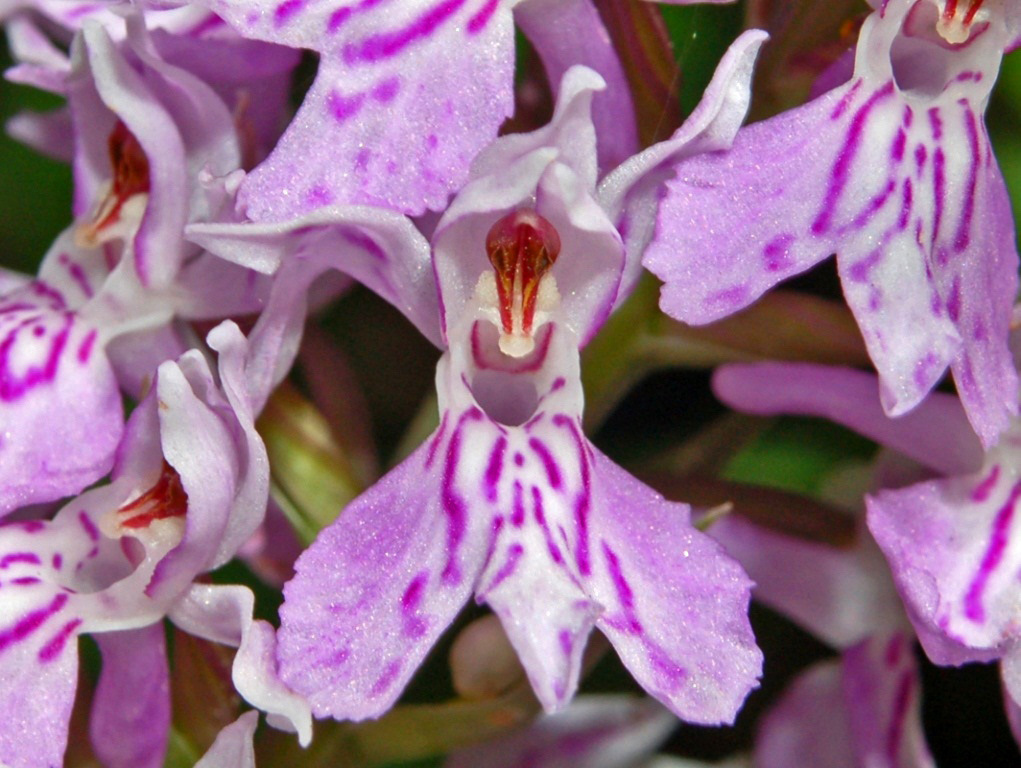
Květ zblízka
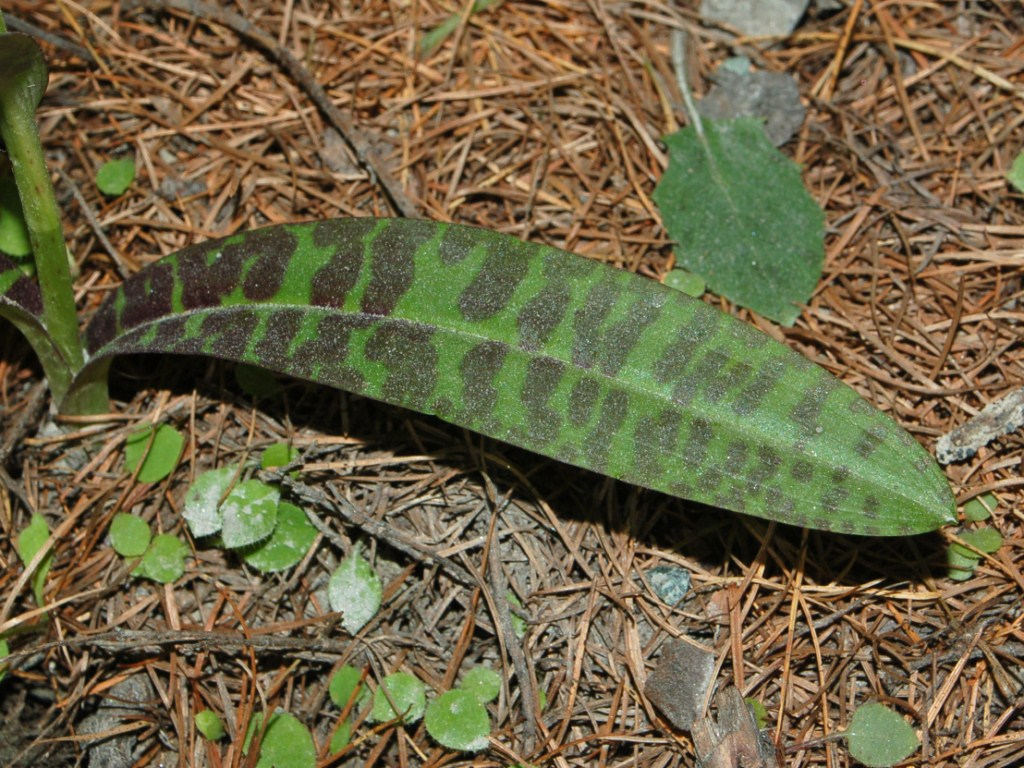
List

## Výskyt
Rozšíření prstnatce plamatého závisí na poddruhu, obecně se ale vyskytuje na vlhkých loukách, v prameništích, slatinách, rašeliništích a pastvinách.
Prstnatec plamatý se vyskytuje v horských oblastech v téměř celé Evropě od Portugalska a Islandu na východ až po Rusko (až po západní Sibiř). Rozšířen je také v Alžírsku a Maroku.
V ČR se prstnatec plamatý nachází na Dokesku, Šumavě, v Krušných horách, Jizerských horách, Krkonoších a v Beskydech a Bílých Karpatech, je zařazen ke kriticky ohroženým taxonům a je chráněn zákonem. Kriticky ohrožený je také na Slovensku, v Polsku je zranitelný.

## Poddruhy

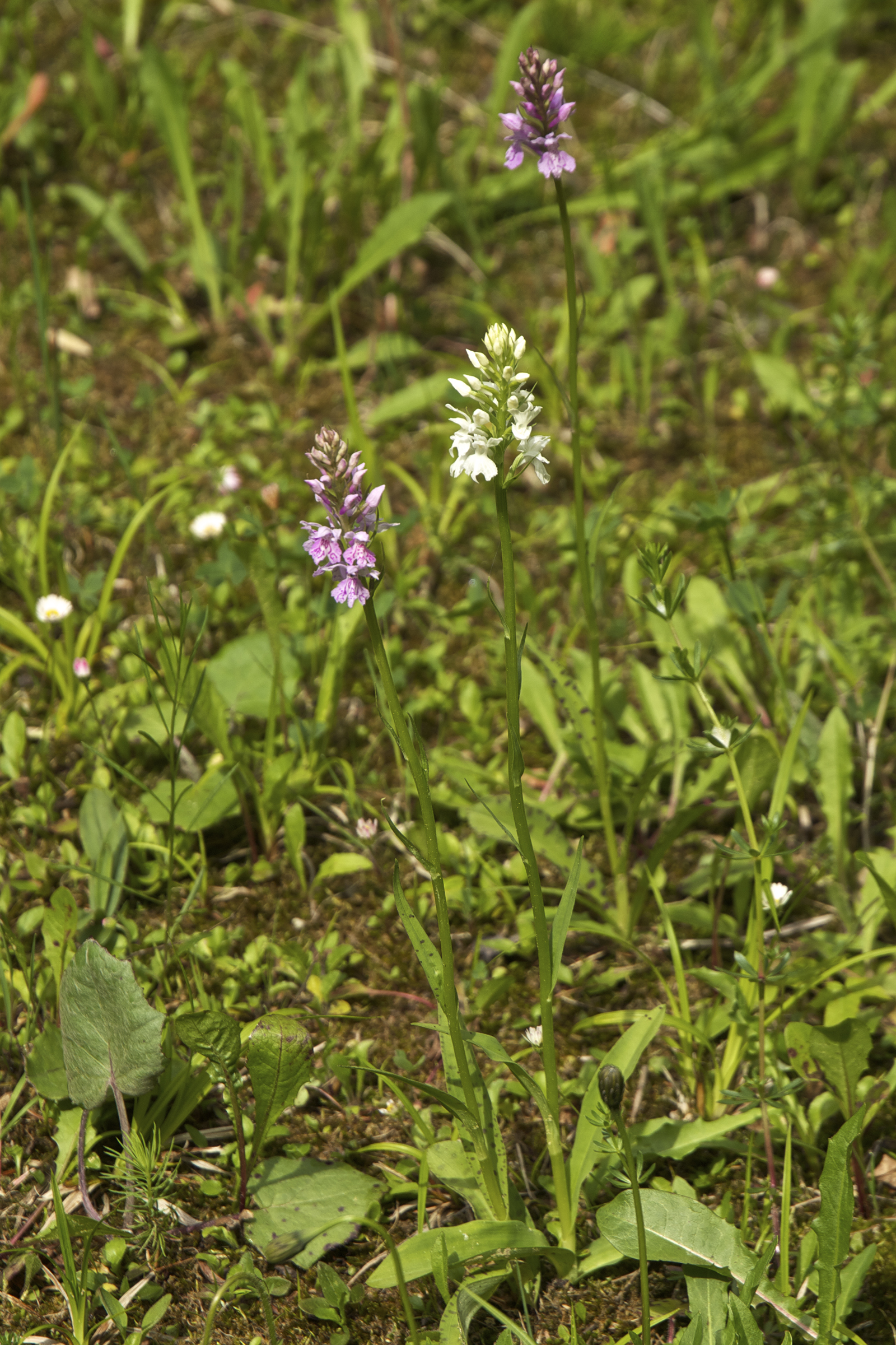
Různě barevná květenství

Prstnatec plamatý má mnoho poddruhů, v ČR se vyskytují 2:
- D. m. maculata (prstnatec plamatý pravý) – nominátní poddruh; Dokesko, Šumava, Krušné hory, Jizerské hory, Krkonoše
- D. m. transsilvanica (prstnatec plamatý sedmihradský) – Beskydy, Bílé Karpaty